# Xyletobius speiseri
Xyletobius speiseri là một loài bọ cánh cứng thuộc chi Xyletobius trong họ Ptinidae.